# Sylvia Ingemarsson
Pour les articles homonymes, voir Ingemarsson.
Sylvia Maria Ingemarsdotter, née le 10 mai 1949 à Karlstad (écart de Väse, Värmland), est une monteuse suédoise, connue comme Sylvia Ingemarsson (parfois créditée Sylvia Ingmarsson ou Sylvia Ingmarsdotter).

## Biographie
Au cinéma, Sylvia Ingemarsson contribue à vingt-deux films suédois (parfois en coproduction), depuis Un flic sur le toit  de Bo Widerberg (1976, avec Sven Wollter) jusqu'à Infidèle de Liv Ullmann (2000, avec Lena Endre et Erland Josephson).
Pour la télévision suédoise, elle est monteuse sur onze téléfilms diffusés entre 1976 et 2003.
S'ajoutent, au cinéma comme à la télévision, quelques documentaires.
Elle est connue surtout pour sa collaboration régulière avec le réalisateur Ingmar Bergman, notamment sur Sonate d'automne (film, 1978, avec Ingrid Bergman et Liv Ullmann), Mon île Faro (téléfilm documentaire, 1979), Fanny et Alexandre (film, 1982, et version longue téléfilmée, avec Ewa Fröling et Jan Malmsjö), Les Bacchantes (téléfilm, 1993, avec Peter Mattei et Per Mattsson), ou encore Sarabande (téléfilm, 2003, avec Liv Ullmann et Erland Josephson). 

## Filmographie partielle

### Œuvres de fiction

#### Cinéma
- 1976 : Un flic sur le toit (Mannen på taket) de Bo Widerberg
- 1978 : Sonate d'automne (Höstsonaten) d'Ingmar Bergman
- 1980 : Fais donc l'amour, on n'en meurt pas ! (Marmeladupproret) d'Erland Josephson
- 1980 : Kärleken de Theodor Kallifatides
- 1981 : Sally et la Liberté (Sally och friheten) de Gunnel Lindblom
- 1981 : Les Fantasmes de Madame Jordan (Montenegro) de Dušan Makavejev
- 1982 : Fanny et Alexandre (Fanny och Alexander) d'Ingmar Bergman
- 1984 : Bakom jalusin de Stig Björkman
- 2000 : Infidèle (Trolösa) de Liv Ullmann

#### Télévision
(téléfilms d'Ingmar Bergman)
- 1982 : Fanny et Alexandre (Fanny och Alexander) (version longue)
- 1984 : Après la répétition (Efter repetitionen)
- 1992 : La Marquise de Sade (Markisannan de Sade)
- 1993 : Les Bacchantes (Backanterna)
- 1995 : Sista skriket
- 1997 : En présence d'un clown (Larmar och gör sig till)
- 2000 : Bildmakarna
- 2003 : Sarabande (Saraband)

### Documentaires

#### Cinéma
- 1984 : Le Visage de Karin (Karins ansikte) d'Ingmar Bergman (court métrage)
- 1986 : Le Document de Fanny et Alexandre (Dokument Fanny och Alexander) d'Ingmar Bergman

#### Télévision
- 1979 : Mon île Faro (Fårö dokument) d'Ingmar Bergman